# Éva Kaïlí
Pour les articles homonymes, voir Kaili.
Éva Kaïlí (en grec moderne : Εύα Καϊλή), née le 26 octobre 1978 à Thessalonique, est une femme politique grecque.
Après avoir été députée en Grèce sous les couleurs du Mouvement socialiste panhellénique (PASOK) en 2007, elle devient députée européenne en 2014, puis est réélue en 2019. Elle devient l'un des onze vice-présidents du Parlement européen en janvier 2022.
En décembre 2022, elle est inculpée et écrouée à Bruxelles pour corruption, dans une enquête d’un juge belge portant sur des versements qu’aurait effectués le Qatar pour influencer des décisions au sein de cette grande institution de l’UE (« Qatargate »). Éva Kaïlí est alors exclue du PASOK, du groupe S&D et perd sa fonction de vice-présidente du Parlement européen. 

## Biographie

### Origines familiales
Éva Kaïlí naît le 26 octobre 1978 à Thessalonique d’Alexandros Kaïlis et de Maria Ignatiadou. Elle a une sœur prénommée Mantalena. 

### Études, débuts professionnels et politiques
En 1998, alors étudiante en architecture à l'université Aristote de Thessalonique, Éva Kaïlí est élue au conseil municipal de la ville sous l'étiquette du Mouvement socialiste panhellénique (« PASOK »). Lors des élections législatives de 2004, elle est candidate dans la première circonscription de Thessalonique : bien qu'en sixième position sur la liste du PASOK, elle n'est pas élue.
Architecte diplômée, sans pour autant exercer ce métier,, Éva Kaïlí  devient, de 2004 à 2007, employée par la chaîne de télévision Mega TV comme présentatrice des journaux du week-end. Elle suit en 2005 une formation de journaliste.
Elle est finalement élue députée au Parlement grec en 2007.
En 2011, elle est inscrite à l'université du Pirée, pour des études internationales et européennes. Outre le grec moderne, elle parle l'anglais, l'allemand et l'italien ; elle a aussi des connaissances en espagnol, polonais et français[réf. souhaitée].

## Carrière politique

### Députée au Parlement grec
Les élections législatives de 2007 permettent à Éva Kaïlí de faire son entrée comme députée au Parlement grec, toujours sous les couleurs du PASOK, parti dont elle est à 29 ans la plus jeune députée. Elle participe notamment à la commission spéciale pour les Grecs de l'étranger et à la commission de la Défense nationale et des Affaires étrangères.
Le 3 novembre 2011, en désaccord avec le projet de référendum de Giórgos Papandréou, elle avertit qu'elle ne le soutiendra pas lors du vote de confiance prévu deux jours plus tard[réf. obsolète].

### Députée européenne
En 2014, Éva Kaïlí est élue députée européenne pour la 8e législature au Parlement européen. Elle est réélue en 2019,.
En janvier 2022, elle est élue vice-présidente de l’institution dès le premier tour.
Éva Kaïlí, en tant que vice-présidente du Parlement européen, bénéficie du même salaire de base que tous les autres députés européens. Depuis 2022, elle gagne 9 386 euros par mois. En plus de ce salaire, les députés reçoivent diverses indemnités, par exemple pour le fonctionnement du bureau, qui selon les dernières données publiées de 2019, s'élèvent à 4 513 euros par mois. Ils disposent également d'un budget pour le remboursement de diverses prestations d'expertise et d'assistance, qui s'élève à 24 526 euros par mois.

## Critiques et affaires

### Accusations de corruption dans le Qatargate
Le 9 décembre 2022, Éva Kaïlí est interpellée à Bruxelles par la police belge dans le cadre d'une enquête pour corruption au profit du Qatar menée par l'Office central pour la répression de la corruption. L'eurodéputée sociale-démocrate est arrêtée quelques heures après son compagnon, Francesco Giorgi, également assistant parlementaire attaché au groupe Socialistes et Démocrates (S&D). Des sacs d'argent en liquide contenant environ 600 000 euros sont retrouvés au domicile d'Éva Kaïlí à Bruxelles et auprès de ses proches, dont son père,. Peu après, elle est exclue du PASOK et suspendue du groupe Socialistes et Démocrates au Parlement européen. Elle est incarcérée en détention préventive dans la prison de Haren le même jour jusqu'au 14 avril 2023, date à laquelle elle bénéficie d'une mesure de détention préventive sous surveillance électronique.
En écho à son interpellation, la presse rappelle ses propos tenus le 22 novembre 2022 précédent, à la tribune du Parlement européen : « Le Qatar est un chef de file en matière de droit du travail » ou encore : « La Coupe du monde de football au Qatar est une preuve concrète de la façon dont la diplomatie sportive peut aboutir à une transformation historique d'un pays dont les réformes ont inspiré le monde arabe ».
Le 10 décembre 2022 suivant, la présidente du Parlement européen, Roberta Metsola, la suspend de son mandat de vice-présidente du Parlement. Le 11 décembre, Éva Kaïlí est inculpée pour « corruption » et écrouée. Elle ne peut bénéficier de son immunité parlementaire car l'infraction qui lui est reprochée a été constatée « en flagrant délit » en raison des « sacs de billets » retrouvés à son domicile. Le 12 décembre, l'Autorité grecque de lutte contre le blanchiment d'argent annonce geler tous les avoirs de la vice-présidente du Parlement européen, ce gel s’étendant aussi aux membres de la famille proche d'Éva Kaïlí, comme ses parents. Le 13 décembre – par 625 voix pour sur les 628 votes exprimés –, elle est officiellement destituée de sa fonction de vice-présidente par les députés du Parlement européen.
Un compte rendu de la presse belge réévalue à plus de 900 000 euros les montants retrouvés en liquide auprès d'Éva Kaïlí, de son mari et de son père, un solde de 600 000 euros ayant été saisi chez l’ancien eurodéputé de nationalité italienne Antonio Panzeri.
Le 14 avril 2023, Kaïlí a été libérée de détention provisoire avec un bracelet électronique. 
Éva Kaïlí entame en septembre 2023 des poursuites judiciaires contre la police et les services secrets belges, qu'elle accuse de violation de son immunité parlementaire.

### Controverses au sein du PASOK
Éva Kaïlí est une figure controversée au sein de son parti, le PASOK, prenant régulièrement des positions proches de la droite. Le président du PASOK, Níkos Androulákis, affirme en décembre 2022 qu’Éva Kaïlí « agissait comme un cheval de Troie de la Nouvelle Démocratie », le parti conservateur grec, et l'avoir informé qu'elle ne serait plus investie par le PASOK aux élections.
Éva Kaïlí s'oppose en 2018 à l'accord de Prespa entre la Grèce et l’État de Macédoine, mettant fin au conflit sur l'appellation de ce pays, désormais nommé Macédoine du Nord. Elle fait part de sa « honte » et dénonce un « dommage irréparable pour l'Histoire, la Macédoine et les Grecs ».
En 2019, opposée à un projet d'aide sociale pour les familles pauvres, elle affirme que « les allocations sont pour les fainéants ». 
En 2022, le président du PASOK lui reproche de chercher à minimiser l'affaire des écoutes, qui affaiblit le gouvernement conservateur.

## Vie privée
Depuis 2020, Éva Kaïlí vit en couple avec Francesco Giorgi, assistant parlementaire de Marie Arena. Ils se sont depuis mariés et ont une fille prénommée Ariadni.